# Bieber (Familienname)
Bieber ist der Familienname folgender Personen:
- Alain Bieber (* 1978), deutsch-französischer Kurator und Autor
- Andreas Bieber (* 1966), deutscher Schauspieler und Sänger
- Benjamin Bieber (* 1981), deutscher Schauspieler
- Christoph Bieber (* 1970), deutscher Politikwissenschaftler
- Christopher Bieber (* 1989), deutscher Fußballspieler
- Clemens Bieber (Sänger) (* 1956), deutscher Opernsänger (Tenor)
- Clemens Bieber (Geistlicher) (* 1957), deutscher Priester
- Dietrich Bieber (* 1935), deutscher Kunsthistoriker und Museumspädagoge
- Eberhard Bieber, deutscher Sänger und Gitarrist
- Emil Bieber (1878–1962), deutscher Fotograf
- Emilie Bieber (1810–1884), deutsche Fotografin
- Ernst Bieber (1845–1888), deutscher Diplomat und Generalkonsul
- Florian Bieber (* 1973), österreichischer Politologe
- Franz Bieber (1892–1980), deutscher Motorradrennfahrer, Motorsportfunktionär und Unternehmer
- Friedrich Julius Bieber (1873–1924), österreichischer Afrikaforscher und Ethnologe
- Georg Ehlert Bieber (1761–1845), deutscher Versicherungskaufmann und Oberalter
- Hailey Bieber (* 1996), US-amerikanisches Model
- Hanna Bieber-Böhm (1851–1910), deutsche Frauenrechtlerin
- Hans-Joachim Bieber (* 1940), deutscher Historiker
- Helmut Bieber (1917–1997), deutscher General der Bundeswehr
- Henry Bieber (1811–1882), deutscher Gutsbesitzer und Politiker
- Henry Christian Bieber (1851–1933), deutscher Gutsbesitzer und Politiker
- Horst Bieber (1942–2020), deutscher Journalist und Schriftsteller
- Hugo Bieber (1883–1950), deutscher Literaturwissenschaftler und Journalist
- Irving Bieber (1909–1991), US-amerikanischer Psychoanalytiker
- Jakob Bieber (* 1986), deutscher Filmschauspieler
- Jodi Bieber (* 1966), südafrikanische Fotografin
- Johann Diedrich Bieber (1796–1875), deutscher Apotheker und Fabrikant
- Johann Otto Bieber (1760–1842), deutscher Apotheker und Oberalter
- Justin Bieber (* 1994), kanadischer Musiker
- Karl Augustinus Bieber (1903–1996), österreichischer Architekt und Designer
- Karlheinz Bieber (1926–2014), deutscher Regisseur, Drehbuchautor und Schriftsteller
- Konrad Ferdinand Bieber (1916–2006), deutsch-amerikanischer Romanist
- Leo Bieber (1904–1981), deutscher Bühnen-, Film- und Fernsehschauspieler
- Leonard Berlin-Bieber (1841–1931, geb. als Leonard Berlin), deutscher Fotograf
- Margarete Bieber (1879–1978), deutsche Archäologin
- Marianus Bieber (* 1958), deutscher Theologe, seit 2001 Abt des Klosters Niederaltaich
- Matthias Bieber (* 1986), Schweizer Eishockeyspieler
- Nita Bieber (1926–2019), US-amerikanische Schauspielerin und Tänzerin
- Oswald Bieber (1874–1955), deutscher Architekt
- Paul Bieber (* 1983), deutscher Eisschwimmer
- Peter Bieber (1905–1992), elsässischer Jurist und Publizist
- Roland Bieber (* 1942), deutscher Rechtswissenschaftler und Hochschullehrer
- Rudolf Bieber (1900–1941), deutscher Jagdflieger, Politiker (NSDAP) und Unternehmer
- Shane Bieber (* 1995), US-amerikanischer Baseballspieler
- Siegfried Bieber (1873–1960), deutscher Bankier
- Siegmar Bieber (* 1968), deutscher Fußballspieler
- Thomas Bieber (Mediziner) (* 1957), deutscher Mediziner
- Thomas Bieber (Unihockeyspieler) (* 1985), Schweizer Unihockeyspieler
- Vinzenz Bieber (1851–1909), österreichischer Paläontologe
- Walter Bieber (1948–2017), deutscher Politiker (SPD)